# Червере
Червере (итал. Cervere) — коммуна в Италии, располагается в регионе Пьемонт, в провинции Кунео.
Население составляет 2029 человек (2008 г.), плотность населения составляет 113 чел./км². Занимает площадь 18 км². Почтовый индекс — 12040. Телефонный код — 0172.
В коммуне 14 сентября особо празднуется Воздвижение святого и животворящего Креста Господня.

## Демография
Динамика населения:

## Администрация коммуны
- Официальный сайт: